# Titularbistum Midila
Midila ist ein Titularbistum der römisch-katholischen Kirche.
Die in Nordafrika gelegene Stadt war ein alter römischer Bischofssitz, der im 7. Jahrhundert mit der islamischen Expansion unterging. Er lag in der römischen Provinz Numidien.
| Titularbischöfe von Midila |                                                      |                                                                                           |                   |                  |
| Nr.                        | Name                                                 | Amt                                                                                       | von               | bis              |
| 1                          | John A. O’Shea CM Titularerzbischof pro hac vice     | Apostolischer Koadjutorvikar von Kanchow Apostolischer Vikar von Kanchow (Republik China) | 15. Dezember 1927 | 11. April 1946   |
| 2                          | Vasiľ Hopko                                          | Weihbischof in Prešov (Tschechoslowakei)                                                  | 9. November 1946  | 23. Juli 1976    |
| 3                          | John Thomas Steinbock                                | Weihbischof in Orange in California (USA)                                                 | 29. Mai 1984      | 27. Januar 1987  |
| 4                          | László Dankó                                         | Apostolischer Administrator von Kalocsa (Ungarn)                                          | 3. März 1987      | 5. Juni 1987     |
| 5                          | Beniamino Stella Titularerzbischof pro hac vice      | Apostolischer Nuntius Kurienerzbischof                                                    | 21. August 1987   | 22. Februar 2014 |
| 6                          | Alberto Ortega Martín Titularerzbischof pro hac vice | Apostolischer Nuntius in Jordanien und im Irak                                            | 1. August 2015    |                  |